# Primula clusiana
Espèce
Classification phylogénétique
Primula clusiana est une espèce de plantes à fleurs de la famille des primulacées. C'est une petite plante vivace dont les feuilles forment une rosette. Très rustique, elle est originaire d'Autriche.
Le nom fait référence à Charles de L'Écluse (1526-1609), un médecin et un botaniste flamand de langue française.

## Description
- Feuilles : persistantes de 4 à 8 cm de long, oblongues à ovales, coriaces, vert foncé.
- Floraison : printemps. Ombelles solitaires ou groupées, de deux à quatre fleurs de 2 à 4 cm de diamètre, aplaties, de couleur rosée à lilas avec un œil blanc.
- Taille : 10 cm de haut pour 15 cm de diamètre.